# Condylostylus incisuralis
Condylostylus incisuralis är en tvåvingeart som först beskrevs av Macquart 1846.  Condylostylus incisuralis ingår i släktet Condylostylus och familjen styltflugor. Inga underarter finns listade i Catalogue of Life.